# Kościół św. Jana Chrzciciela w Gołyminie-Ośrodku
Kościół Świętego Jana Chrzciciela – rzymskokatolicki kościół parafialny należący do dekanatu makowskiego diecezji płockiej.

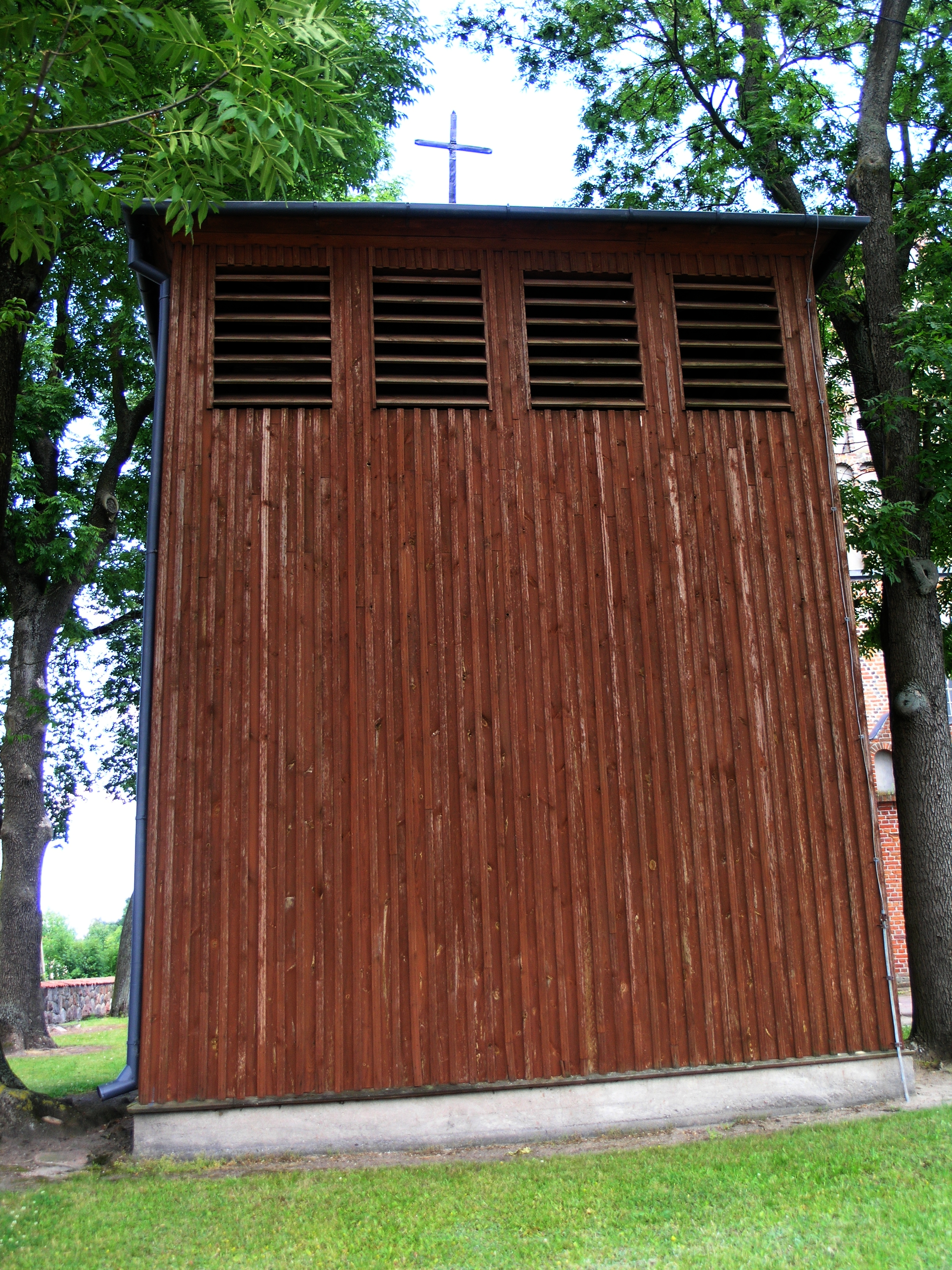
Dzwonnica

Budowę obecnej świątyni murowanej zakończono w połowie XVI wieku. Kościół został zbudowany w stylu tzw. gotyku nadwiślańskiego. Już sto lat później budowla wymagała poważnego remontu, a stan jej jeszcze się pogorszył po napoleońskiej bitwie pod Gołyminem w 1806 roku. W latach 1815–1816 zostały zrekonstruowane: drewniany chór i sufit w nawie głównej, w stylu gotyku angielskiego. Około 1930 roku została wykonana nowa polichromia wnętrza świątyni. W kościele jest umieszczony ołtarz z interesującym obrazem Matki Boskiej z Dzieciątkiem znajdującym się w sukience wykonanej ze srebrnej blachy. W jego dolnym rogu można zobaczyć namalowany herb Prawdzic.